# 三尖叉齒獸山口
三尖叉齒獸山口（英語：Thrinaxodon Col）是南極洲的山口，位於杜費克海岸，處於魯吉耶山東南面3.7公里，屬於毛德王后山脈中丘默勒斯山的一部分，現時由南極條約體系管理。